# Костуїн
Костуї́н (каз. Костуин) — село у складі Отирарського району Туркестанської області Казахстану. Входить до складу Караконирського сільського округу.
Населення — 132 особи (2021; 213 у 2009, 211 у 1999, 156 у 1989).